# The Sidemen Show
A The Sidemen Show egy brit sorozat, melynek főszereplői a Sidemen YouTube-csoport, melynek tagjai JJ Olatunji, Harry Lewis, Ethan Payne, Vik Barn, Simon Minter, Josh Bradley és Tobi Brown. A producere a Blue Ant Digital Studios és az Antenna Pictures volt, míg az executive producer Jago Lee, Dan Lubetkin, Austin Long és James Tooley volt. A rendező Craig Pickles volt, a narrátor pedig Iain Glen.
A sorozatban a csoport világszerte vesz részt különböző kihívásokon hírességekkel, mint Steve-O, Steve Aoki, Jack Whitehall, Kristian Nairn, Jme, Bear Grylls, Nicole Scherzinger és Szergej Volkov. A sorozat összes része a YouTube Premium szolgáltatáson jelent meg 2018. június 18-án.

## Szereplők

### Főszereplők
- JJ Olatunji[1][2]
- Harry Lewis[1][2]
- Ethan Payne[1][2]
- Vik Barn[1][2]
- Simon Minter[1][2]
- Josh Bradley[1][2]
- Tobi Brown[1][2]

### Vendégszereplők
- Steve-O[3]
- Steve Aoki[3]
- Jack Whitehall[3]
- Kristian Nairn[3]
- Jme[3]
- Bear Grylls[1]
- Nicole Scherzinger[1]
- Szergej Volkov[4]

## Gyártás
2018. május 3-án a Sidemen hivatalosan is bejelentette, hogy egy titkos projekten dolgoznak, amelynek címe a The Sidemen Show lesz a YouTube Red szolgáltatón. A producere a Blue Ant Digital Studios és az Antenna Pictures volt, míg az executive producer Jago Lee, Dan Lubetkin, Austin Long és James Tooley volt. A rendező Craig Pickles volt, a narrátor pedig Iain Glen. A Deadline Hollywood szerint „A legnagyobb brit YouTube Red-műsor lesz az Origin óta.”
A bejelentés után Luke Hyams, a YouTube Originals európai, közel-keleti és afrikai vezetője azt mondta, hogy „A The Sidemen Show igaz marad ahhoz a humorhoz és bajtársiassághoz, amely ilyen ismertté tette a srácokat, de feltölt minden epizódot különböző küldetésekkel és vendégszereplő hírességekkel.”

## Epizódok
Nézettségi adatok 2023. április 30-án frissítve
| # | Cím                                    | Rendező       | Nézettség   |
| --- | -------------------------------------- | ------------- | ----------- |
| 1. | Sidemen Extreme Desert Race            | Craig Pickles | 21,7 millió |
| Steve-O kihívja a Sidement, hogy csatlakozzanak elit hősakadémiájába Marokkóban.                                                                                               |                                        |               |             |
| 2. | Sidemen Winter Sports Challenges       | Craig Pickles | 4,3 millió  |
| A Sidement kihívja Steve Aoki egy versenyre az Alpokban (Ausztria), ahol különböző versenyszámokban mérkőznek meg egymással.                                                   |                                        |               |             |
| 3. | The Great Sidemen Race                 | Craig Pickles | 4,2 millió  |
| Jack Whitehall tuktuk-versenyre hívja ki a Sidement Londonon keresztül. |                                        |               |             |
| 4. | Sidemen Investigate Most Haunted House | Craig Pickles | 9,4 millió  |
| Kristian Nairn meghívja a Sidement és Jme-t, hogy felfedezzék Nagy-Britannia egyik legkísértettebb házát.                                                                      |                                        |               |             |
| 5. | Hunting the Sidemen                    | Craig Pickles | 7,1 millió  |
| Bear Grylls túlélőtanfolyamot tart a Sidemennek |                                        |               |             |
| 6. | Sidemen Rescue Nicole Scherzinger      | Craig Pickles | 6,3 millió  |
| Nicole Scherzingert elrabolja gonosz ikertestvére Ibizán és a Sidemen segítségét kéri, hogy mentsék meg.                                                                       |                                        |               |             |
| 7. | Sidemen Go to Space                    | Craig Pickles | 9,2 millió  |
| Szergej Volkov űrhajós kihívja a Sidement, hogy csatlakozzanak hozzá Oroszországban, a Jurij Gagarin Űrhajóskiképző Központban, ahol különböző feladatokat kell teljesíteniük. |                                        |               |             |

### Forgatási helyszínek
- Marokkó
- Ausztria
- London, Anglia
- Wales
- Ibiza
- Jurij Gagarin Űrhajóskiképző Központ, Oroszország

### Zene
A sorozat zeneszerzője James McWilliam. A Sidemennek is volt beleszólása a sorozat zenei hátterébe.

## Kiadás
A sorozat, melynek 30 perces részei vannak, 2018. június 18-án jelent meg a YouTube Premium szolgáltatáson keresztül. Az első sorozatok között volt, amely elérhető volt a szolgáltatón Nagy-Britanniában. Az első epizód ingyenesen is elérhet. 2020. április 8-án a YouTube az összes epizódot ingyenesen elérhetővé tette a Covid19-pandémia idejére.

### Marketing
A Sidemen 2018. május 23-án jelentette be a sorozat megjelenését. A hivatalos előzetes június 2-án jelent meg, a csoport harmadik jótékonysági mérkőzését követően.

## Külső hivatkozások
- The Sidemen Show a YouTube-on
- A Sidemen csatorna a YouTube-on
- The Sidemen Show az IMDb-n